# Armeniacushummel
Die Armeniacushummel (Bombus armeniacus), auch Kaukasushummel genannt, ist eine seltene Art der Hummeln (Bombus), über die wenig bekannt ist.

## Lebensraum und Verbreitung
Das Verbreitungsgebiet der Armeniacushummel erstreckt sich von Mitteleuropa (Niederösterreich), Osteuropa, Türkei bis nach Ostasien. Sie lebt in Offenlandgebieten und in Steppen. Ein Volk umfasst etwa 60 bis 120 Tiere.
Diese Hummel lebt polylektisch, d. h. es werden  die Blüten vieler Pflanzenfamilien angeflogen. Sie gehört zu den Pocketmakern.
Aktive Flugsaison ist von Ende Mai bis Anfang September.

## Kennzeichen
Die Armeniacushummelköniginnen haben eine Körperlänge von 21 bis 32 mm, in Ausnahmefällen auch 35 mm und gehören damit zu den größten Hummeln. Die Oberseite des Körpers ist gold-gelblich mit einem schwarzen, haarlosen Band auf der Thorax-Mitte, die Unterseite ist meist schwarz. Lässt man den Größenunterschied außer Acht, ähnelt die Armeniacushummel der Deichhummel und der Dufthummel. Sie besitzt einen langen Rüssel.

## Gefährdung
Die Armeniacushummel steht im Roten Buch Russlands und der Ukraine.